# Episodi di Agents of S.H.I.E.L.D. (settima stagione)
La settima e ultima stagione della serie televisiva Agents of S.H.I.E.L.D., composta da tredici episodi, è stata trasmessa in prima visione negli Stati Uniti dal canale ABC, dal 27 maggio al 12 agosto 2020.
Gli antagonisti principali della settima e ultima stagione sono: Sibyl e Nathaniel Malik.
In Italia la stagione è stata trasmessa in prima visione dal canale satellitare Fox della piattaforma Sky dal 5 giugno al 28 agosto 2020. In chiaro è andata in onda su Rai 4 dal 27 maggio al 4 giugno 2021.
| nº | Titolo originale                                   | Titolo italiano                         | Prima TV USA   | Prima TV Italia |
| -- | -------------------------------------------------- | --------------------------------------- | -------------- | --------------- |
| 1  | The New Deal                                       | Il nuovo corso                          | 27 maggio 2020 | 5 giugno 2020   |
| 2  | Know Your Onions                                   | Sai il fatto tuo                        | 3 giugno 2020  | 12 giugno 2020  |
| 3  | Alien Commies from the Future!                     | Comunisti alieni dal futuro!            | 10 giugno 2020 | 19 giugno 2020  |
| 4  | Out of the Past                                    | Fuori dal passato                       | 17 giugno 2020 | 26 giugno 2020  |
| 5  | A Trout in the Milk                                | Una trota nel latte                     | 24 giugno 2020 | 3 luglio 2020   |
| 6  | Adapt or Die                                       | Adattati o muori                        | 1º luglio 2020 | 10 luglio 2020  |
| 7  | The Totally Excellent Adventures of Mack and the D | Le mirabolanti avventure di Mack e Deke | 8 luglio 2020  | 17 luglio 2020  |
| 8  | After, Before                                      | Dopo, prima                             | 15 luglio 2020 | 24 luglio 2020  |
| 9  | As I Have Always Been                              | Come sono sempre stato                  | 22 luglio 2020 | 31 luglio 2020  |
| 10 | Stolen                                             | Rubati                                  | 29 luglio 2020 | 7 agosto 2020   |
| 11 | Brand New Day                                      | Un nuovo giorno                         | 5 agosto 2020  | 14 agosto 2020  |
| 12 | The End Is at Hand                                 | La fine è vicina                        | 12 agosto 2020 | 21 agosto 2020  |
| 13 | What We're Fighting For                            | Ciò per cui lottiamo                    | 12 agosto 2020 | 28 agosto 2020  |

## Il nuovo corso
- Titolo originale: The New Deal
- Diretto da: Kevin Tancharoen
- Scritto da: George Kitson

### Trama
Lo S.H.I.E.L.D. torna nel passato (1931) per evitare che i tre Chronicoms cacciatori eliminino il padre di Gideon Malick. Tale evento eviterebbe la nascita dell'HYDRA, e di conseguenza, quella dello S.H.I.E.L.D.
- Ascolti USA: telespettatori 1 820 000[3]

## Sai il fatto tuo
- Titolo originale: Know Your Onions
- Diretto da: Eric Laneuville
- Scritto da: Craig Titley

### Trama
Dopo aver scoperto che chi devono salvare è nientemeno che il padre del fondatore dell'HYDRA, Wilfred Malick, gli agenti sono indecisi sul da farsi. A Malick è stato affidato il compito di consegnare una fiala di super soldato, fatta dal Dottor Abraham Erskine, all' HYDRA, e, nonostante Deke e Mack cerchino di fermarlo, riesce a scappare. Simmons svela che lo Zephyr tornerà nel presente da lì a ventiquattro minuti, e, quando il veicolo parte, Enoch rimane nel 1931.
- Ascolti USA: telespettatori 1 500 000[4]

## Comunisti alieni dal futuro!
- Titolo originale: Alien Commies from the Future!
- Diretto da: Nina Lopez-Corrado
- Scritto da: Nora Zuckerman e Lilla Zuckerman

### Trama
Gli agenti finiscono nel 1955 vicino all'Area 51, una base S.H.I.E.L.D. attualmente al lavoro sul progetto Helius, un prototipo di reattore a fusione ionica. Gli agenti rapiscono l'agente di alto rango Gerald Sharpe e lo fanno impersonare da Coulson mentre Simmons impersona Peggy Carter in modo che possano trovare i chronicoms infiltrati. Tuttavia, incontrano l'ex partner di Carter Daniel Sousa, che li arresta. Nonostante opponga resistenza e si mostri razzista verso parte della squadra, Sharpe alla fine rivela che Helius non può funzionare senza una potente fonte di energia, portando Deke a dedurre che i chronicoms hanno in programma di sacrificare uno dei loro per attivare l'arma e distruggere la base. Daisy arriva sotto copertura e convince Sousa a liberare i suoi compagni di squadra proprio mentre i chronicoms sotto copertura definiscono il loro piano. Daisy e Simmons migliorano un dispositivo EMP in tempo per disabilitare Helius, insieme all'intera base, i chronicoms e Coulson. Mack e Deke riportano Sharpe nel deserto e si presentano come alieni per evitare di cambiare la storia.
- Ascolti USA: telespettatori 1 570 000[5]

## Fuori dal passato
- Titolo originale: Out of the Past
- Diretto da: Garry A. Brown
- Scritto da: Mark Leitner

### Trama
Nel 1955, gli agenti dello S.H.I.E.L.D. decidono di sventare l'omicidio dell'Agente Sousa.
- Ascolti USA: telespettatori 1 400 000[6]

## Una trota nel latte
- Titolo originale: A Trout in the Milk
- Diretto da: Stan Brooks
- Scritto da: Iden Baghdadchi

### Trama
Gli agenti arrivano nel 1973, dove scoprono che i Chronicom hanno aiutato lo S.H.I.E.L.D./ HYDRA a completare il progetto Insight 40 anni prima rispetto a quanto è successo secondo la storia.
- Ascolti USA: telespettatori 1 370 000[7]

## Adattati o muori
- Titolo originale: Adapt or Die
- Diretto da: Aprill Winney
- Scritto da: DJ Doyle

### Trama
Il faro spara automaticamente missili contro lo Zephyr, danneggiando la guida del tempo. Mentre Deke, Simmons ed Enoch lo riparano, Deke scopre che Simmons ha un impianto di memoria che blocca la sua conoscenza della posizione di Fitz mantenendo sicure le informazioni sul viaggio nel tempo. Nathaniel compie degli esperimenti su Daisy e trasferisce i suoi poteri a se stesso, ma viene sopraffatto da loro mentre si rompono le ossa e distruggono l'edificio in cui si trova. Sousa è in grado di riportare Daisy dallo Zephyr. May identifica Chronicoms in incognito avvertendo che non hanno emozioni, lei e Coulson salvano il generale Rick Stoner e Coulson trova la nave dei Chronicoms. Parla con il loro predittore, Sibyl, prima di far esplodere la nave con se stesso e molti dei Chronicoms. Mack e Yo-Yo scoprono che i genitori di Mack sono già morti e sono stati impersonati da Chronicoms, costringendo Mack a gettarli dal Quinjet. Lo Zephyr salta al 1982 e Mack esce per piangere. Deke va ad accertarsi delle sue condizioni ma entrambi rimangono bloccati negli anni 80 quando lo Zephyr salta improvvisamente nel tempo.
- Ascolti USA: telespettatori 1 320 000[8]

## Le mirabolanti avventure di Mack e Deke
- Titolo originale: The Totally Excellent Adventures of Mack and the D
- Diretto da: Jesse Bochco
- Scritto da: Brent Fletcher

### Trama
Mack e Deke rimangono bloccati nel passato per 20 mesi e Deke deve aiutare Mack a superare il trauma dei suoi genitori, nel frattempo mette su una band che è solo una copertura per reclutare dei nuovi agenti dello S.H.I.E.L.D. Tornati al faro però vengono attaccati da Sybil e dai suoi nuovi cacciatori in cerca del pezzo che permette a Sybil di prevedere futuro.
- Ascolti USA: telespettatori 1 390 000[9]

## Dopo, prima
- Titolo originale: After, Before
- Diretto da: Eli Gonda
- Scritto da: James C. Oliver e Sharla Oliver

### Trama
Dopo aver salvato Mack e Deke, Simmons informa la squadra che la spinta del tempo continua a farli saltare in avanti di sempre meno tempo fino a quando non crollerà su di loro. Avendo bisogno dei poteri attualmente inattivi di Yo-Yo per disattivarlo, Daisy suggerisce di fermarsi nell'Aldilà per ottenere aiuto da Jiaying. Yo-Yo e May arrivano per scoprire che Jiaying è in procinto di aiutare un'inumana di nome Kora che ha poteri esplosivi. Dopo aver esaminato Yo-Yo, Jiaying giunge alla conclusione che i suoi problemi sono mentali piuttosto che fisici e può usare le sue capacità empatiche su di lei. Yo-Yo rivela di aver assistito alla morte di suo zio e si è incolpata per questo. Arriva Nathaniel, con i poteri di Daisy, recluta Kora e si fa accompagnare da lei nell'Aldilà. Yo-Yo e May sono costrette a fuggire e al suo ritorno allo Zephyr, Yo-Yo si rende conto che si è trattenuta e disattiva con successo il time drive. Mentre l'equipaggio si sistema, la spinta del tempo ricomincia improvvisamente. Enoch afferma che il piano non ha funzionato poiché lo Zephyr salta inaspettatamente di nuovo.
- Ascolti USA: telespettatori 1 380 000[10]

## Come sono sempre stato
- Titolo originale: As I Have Always Been
- Diretto da: Elizabeth Henstridge
- Scritto da: Drew Z. Greenberg

### Trama
Lo Zephyr rimane intrappolato in un vortice temporale mentre Daisy si sveglia dalla sua camera criogenica. Dopo aver assistito a diversi eventi, il tempo si riavvia improvvisamente e si rende conto di essere intrappolata in un loop temporale con lo Zephyr che si avvicina al centro del vortice ad ogni passaggio. Viene a sapere che anche Coulson ne è consapevole ed è rimasta nel ciclo più a lungo di quanto credesse, dimenticando tutto ogni volta che muore. Daisy e Coulson vengono a sapere dell'impianto di inibizione della memoria di Simmons, ma quando provano a rimuoverlo, un incidente strano la uccide. Le morti sembrano essere orchestrate e Coulson conclude che Enoch, che era programmato per proteggere l'impianto di Simmons, le ha uccise involontariamente. Dopo diversi tentativi falliti, riescono finalmente a rimuovere l'impianto e Simmons li informa che il meccanismo di alimentazione di Enoch può riparare il motore temporale e farli uscire dal loop, ma a costo della sua vita. Nel ciclo finale, Enoch rinuncia volontariamente al suo meccanismo e muore, ma non prima di rivelare a Daisy che questa sarà la loro missione finale come squadra. Di ritorno dall'Aldilà, Nathaniel aiuta Kora a controllare i suoi poteri.
- Ascolti USA: telespettatori 1 280 000[11]

## Rubati
- Titolo originale: Stolen
- Diretto da: Garry A. Brown
- Scritto da: Mark Linehan Bruner (soggetto); George Kitson e Mark Leitner (sceneggiatura)

### Trama
Nathaniel recluta un giovane John Garrett e gli mostra il suo futuro, perfezionando al contempo un modo per trasferire i poteri inumani ai suoi uomini. Lo S.H.I.E.L.D. decide di far rimanere Jiaying al Faro con sé per protezione; Daisy obietta ed è ulteriormente turbata nell'apprendere che Kora è la sua sorellastra. Coulson e Gordon si teletrasportano nell'aldilà, ma Nathaniel lo anticipa e li cattura e trasferisce i poteri di Gordon a Garrett, uccidendo Gordon nel processo. Coulson viene salvato a fianco del resto degli Inumani catturati da Yo-Yo e Mack mentre Kora viene catturata da Coulson. Nathaniel e Garrett si teletrasportano al Faro, dove Nathaniel rivela la relazione di Daisy con Jiaying, che apprende così che alla fine tradirà sua figlia, spaventandola. Nathaniel uccide Jiaying, ma fugge quando May arriva e gli spara alla spalla. Garrett rapisce Simmons mentre lui e Nathaniel rubano lo Zephyr, ignari del fatto che Deke sia ancora a bordo. Nathaniel spiega il suo piano per far dire a Simmons dove si trova Fitz.
- Guest star: James Paxton (John Garrett)
- Ascolti USA: telespettatori 1 300 000[12]

## Un nuovo giorno
- Titolo originale: Brand New Day
- Diretto da: Keith Potter
- Scritto da: Christopher Freyer

### Trama
Kora afferma di voler lavorare con lo S.H.I.E.L.D., nonostante gli agenti deducano che ha secondi fini. Sapendo che Sibyl è consapevole di ogni loro mossa, Daisy, Sousa e Mack decidono di agire contro il loro giudizio e portano un quinjet nello spazio per seguire Nathaniel. Nathaniel tenta di raccogliere informazioni da Simmons usando Deke come leva, ma non riesce a trovare dove si trovi Fitz. Le sue azioni fanno sì che Simmons se ne dimentichi completamente. May interroga Kora, che interrompe l'alimentazione del faro, permettendo a Sibyl di entrare nel mainframe. Coulson si rende conto di poter leggere il codice e cerca di cacciarla. Kora suggerisce di usare la loro conoscenza per inseguire coloro che meritano di essere uccisi, come Grant Ward, ma May le mostra il corpo di Jiaying e lei si scaglia, solo per essere riportata da Garrett allo Zephyr. Daisy, Sousa e Mack scoprono che Nathaniel ha contattato il resto dei Chronicoms e, usando le informazioni che Sibyl ha rubato, distruggono le strutture dello S.H.I.E.L.D.
- Ascolti USA: telespettatori 1 250 000[13]

## La fine è vicina
- Titolo originale: The End Is at Hand
- Diretto da: Chris Cheramie
- Scritto da: Jeffrey Bell

### Trama
Dopo l'atterraggio sulla nave Chronicom, Daisy cerca Deke e Simmons mentre Sousa e Mack respingono un gruppo di soldati Chronicom. Sibyl progetta che Daisy trovi Simmons per recuperare la sua memoria, ma Nathaniel, impaziente, chiede a Kora di confrontarsi con loro. Daisy riesce a convincerla, costringendo Nathaniel a mettere Kora fuori combattimento e trasferire i suoi poteri su di lui. Gli agenti tornano allo Zephyr e fuggono dalla nave. Con il Faro unica base S.H.I.E.L.D ancora in piedi, Garrett pianta bombe per distruggerla, ma Coulson, Yo-Yo e May lo catturano e neutralizzano i suoi poteri. Quando costringono Garrett a fermare l'esplosione, Nathaniel lascia Garrett a morire, ma tutti riescono a sopravvivere. Garrett decide di unirsi agli agenti e teletrasportarli al bar, solo per essere ucciso da altri agenti che sono arrivati lì per nascondersi. Tutti si raggruppano e, con l'aiuto di Simmons, creano una "chiave" che lei faticava a ricordare. La chiave apre un portale che porta Fitz da loro, ma è deluso nell'apprendere che Simmons non si ricorda di lui.
- Ascolti USA: telespettatori 1 460 000[14]

## Ciò per cui lottiamo
- Titolo originale: What We're Fighting For
- Diretto da: Kevin Tancharoen
- Scritto da: Jed Whedon

### Trama
Dopo la sconfitta di Izel, Enoch portò via Fitz e Simmons per aiutarli a costruire una macchina del tempo. Rendendosi conto che potevano, hanno anche vissuto le loro vite insieme. Una volta pronti, tornano da Flint e Piper e incaricano loro di sorvegliare Fitz in una capsula speciale mentre Simmons se ne va con la squadra. Nel bar, gli agenti usano la spinta del tempo per portare i Chronicoms alla loro linea temporale attraverso il Regno Quantico. Deke si offre volontario per rimanere indietro per aiutarli, diventando il nuovo direttore dello S.H.I.E.L.D. nella nuova timeline. Al loro ritorno, Fitz, Simmons, Sousa e Yo-Yo tornano al Faro e ripristinano la memoria di Simmons mentre Coulson, May, Mack e Daisy si infiltrano nella nave dei Chronicoms per salvare Kora e affrontare Nathaniel. Coulson inganna Sibyl facendole inviare i suoi Chronicoms al Faro mentre May e Kora uniscono le loro abilità per dar loro empatia e porre fine al loro assalto. Daisy distrugge le navi dei Chronicoms, uccidendo Nathaniel e Sybil. Gli agenti salvano Daisy, e Kora la rianima. Fitz e Simmons tornano al gruppo e dalla loro figlia, Alya. Un anno dopo, la squadra si riunisce per ricordare il tempo passato insieme. Fitz e Simmons si ritirano per crescere Alya, May assume una posizione di insegnante alla Coulson Academy, Mack continua a guidare lo S.H.I.E.L.D. con Yo-Yo come uno dei suoi migliori agenti, Daisy esplora il cosmo con Sousa e Kora, e Coulson viaggia per il mondo.
- Ascolti USA: telespettatori 1 460 000[14]